# Сонкі-Сиртлар

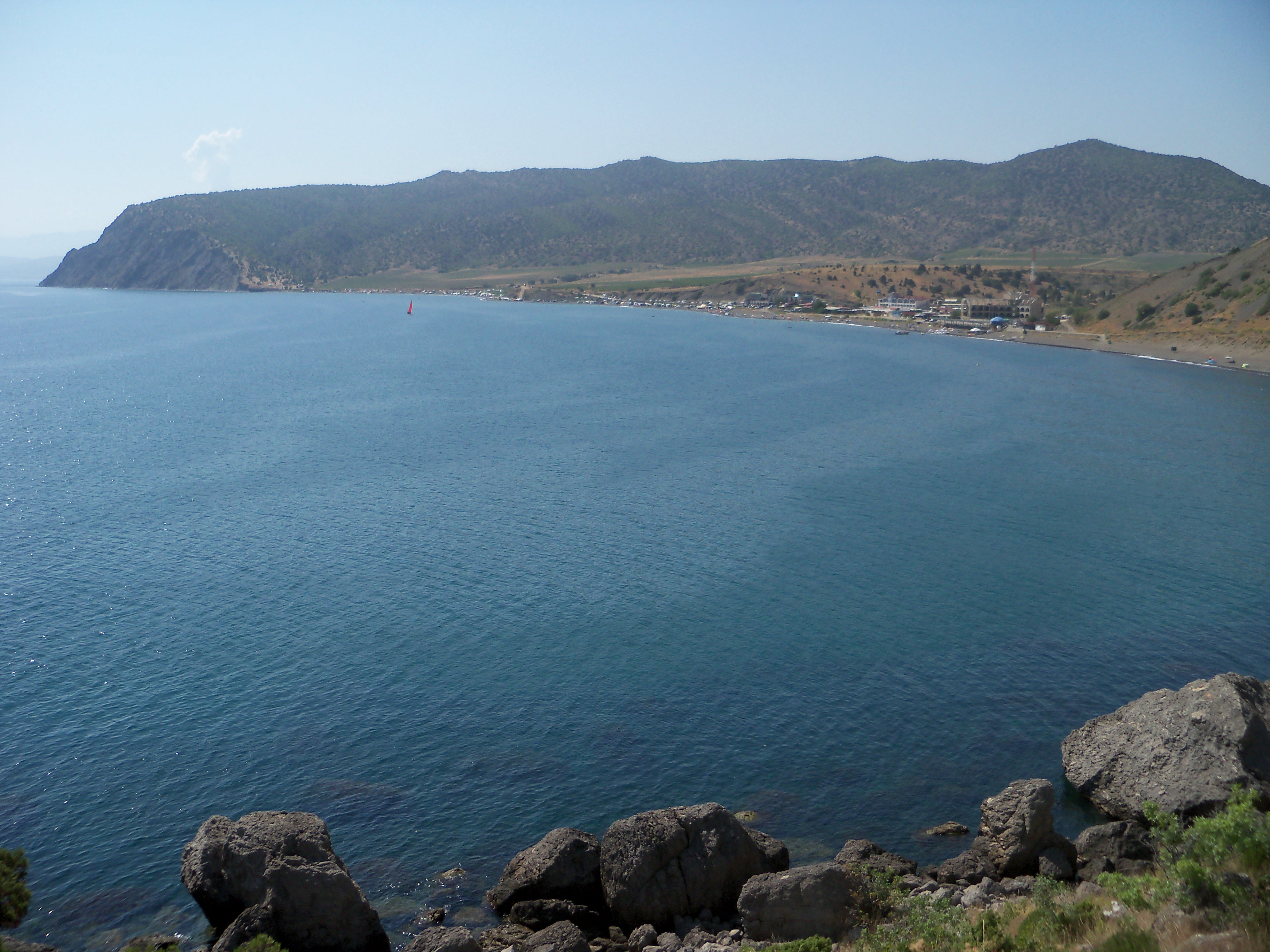
Вид з Голіцинської стежки на Кутлакську бухту, мис Ай-Фока і хребет Сонкі-Сиртлар.

Сонкі-Сиртлар — гірський хребет на південному березі Криму. Видовжений з півночі на південь. Зігнутий дугою на захід. Включає гори Керчит-Вермез (на півдні, поблизу берега моря, висота 221 м), Папая-Кая (примикає до г. Керчит-Вермез, висота 319 м), Панея, Кутур-Оба (на півночі, висота 352 м) . Його морське закінчення — мис Ай-Фока.